# Geranoaetus
Geranoaetus (Kaup, 1844) è un genere della famiglia degli Accipitridi. Le 3 specie che ne fanno parte abitano boschi, steppe e macchie vegetative dell'intera America.

## Etimologia
Il termine Geranoaetus è derivato dalla latinizzazione dell'unione dei due termini di origine greca antica γέρανoς (géranos), che significa gru, e ἆετός (aetós), che significa aquila. Il nome del genere ha dunque il significato di aquila-gru, probabilmente in riferimento al colore grigio delle ali e al verso stridulo di G. melanoleucus.

## Descrizione
Gli uccelli appartenenti al genere Geranoaetus sono rapaci diurni con un'apertura alare di circa 2 m e un peso che si aggira sui 2000 g. Il piumaggio può differire notevolmente tra gli individui adulti e quelli giovani; in alcune specie si riscontra una notevole diversità di livrea anche tra maschio e femmina, a causa del notevole dimorfismo sessuale. In tutte le specie le dimensioni della femmina sono in media superiori a quelle del maschio.

## Biologia
Sono cacciatori opportunisti che si alimentano di un ampio spettro di prede, specialmente vertebrati, che possono essere di dimensioni piccole così come della taglia di un coniglio europeo o anche più. Possono alimentarsi anche di carogne. Vivono in luoghi aperti, specialmente nelle valli montane, nelle steppe d'alta quota e nei boschi dalla vegetazione non densa. I loro nidi sono costituiti da rami e steli, e si trovano in genere in zone protette, come le cime degli alberi, i picchi rocciosi, le scogliere, i canyon e anche in alcune strutture umane, in particolare le torri dell'alta tensione. Una delle maggiori cause di mortalità è l'avvelenamento, a causa del fatto che si nutrono delle carogne avvelenate con le quali gli allevatori combattono le volpi. Gli esemplari che utilizzano come punto di osservazione i pali e gli alberi vicini alle strade sono a volte utilizzati come obbiettivo per il tiro a bersaglio da persone prive di scrupoli. L'abitudine di usare i pali delle linee elettriche come torri d'avvistamento per individuare le prede, inoltre, li espone frequentemente alla morte per elettrocuzione. Nonostante tutte queste problematiche, nessuna delle tre specie si trova in pericolo di estinzione.

## Tassonomia
Il genere è stato descritto per la prima volta dal naturalista tedesco Johann Jakob Kaup nel 1844. In esso era inclusa una sola specie, G. melanoleucus, anche se fu suggerito di inserire al suo interno alcune specie di rapaci fossili. Geranoaetus è generalmente riconosciuto come un taxon valido, anche se alcuni autori lo sinonimizzano con il genere Buteo.
Gli studi di filogenesi molecolare effettuati sui Buteonini sono unanimi nell'indicare l'assenza di monofilia in alcuni loro generi. Una riorganizzazione della nomenclatura all'interno della sottofamiglia, allineata alla storia evolutiva, è stata proposta da Amaral ed altri; tra le modifiche indicate figurava l'accorpamento di 3 specie monofiliche (chiamate precedentemente Buteo albicaudatus, B. polyosoma e Geranoaetus melanoleucus) in un genere separato da Buteo, dal momento che queste già condividevano tra di loro caratteristiche ecologiche e morfologiche.
Due generi potevano essere adeguati per riunire il clade formato dalle tre specie: Geranoaetus e Tachytriorchis (Kaup, 1844), la cui specie tipo era Falco Pterocles (Temminck, 1820), sinonimo di Buteo albicaudatus. Entrambi i generi erano stati creati nella stessa opera. Nelle sue pubblicazioni in Internet, Amaral le riunì nel primo genere, ma l'assegnazione non fu ritenuta valida perché non uscita su una pubblicazione stampata, come indicato dal Codice internazionale di nomenclatura zoologica del 1999 (articolo 24.2 e raccomandazione 24ª), per cui il problema fu risolto nel 2010, assegnando formalmente la priorità del genere Geranoaetus sul genere Tachytriorchis.
Il genere comprende tre specie:
- Geranoaetus melanoleucus Vieillot, 1819 - poiana-aquila pettonero
- Geranoaetus albicaudatus Vieillot, 1816 - poiana graduata
- Geranoaetus polyosoma Quoy & Gaimard, 1824 - poiana dorsorosso